# کشتار گزینشی جوجه‌ها

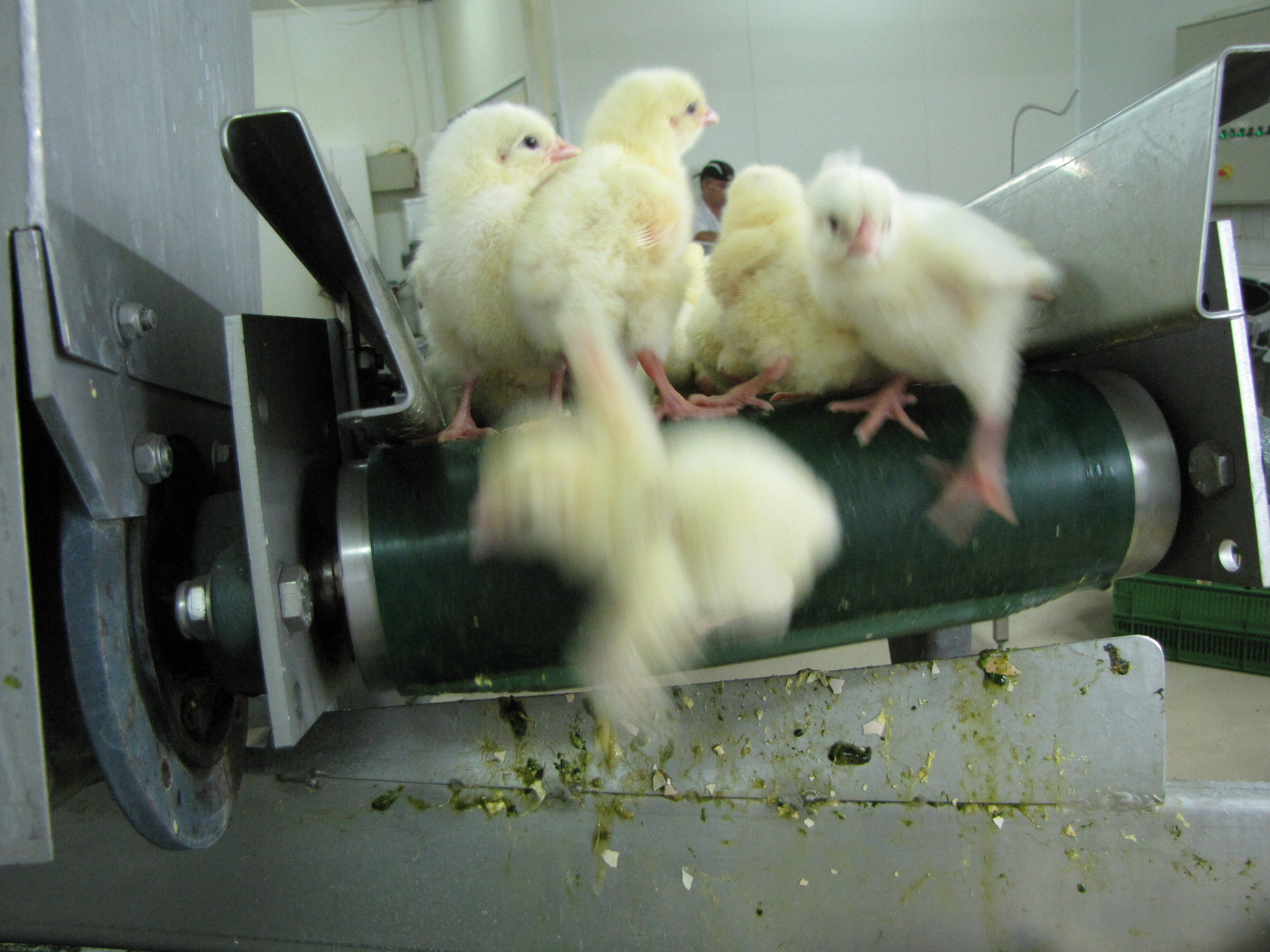
جوجه‌های نر بر روی تسمه نقاله ماکتور

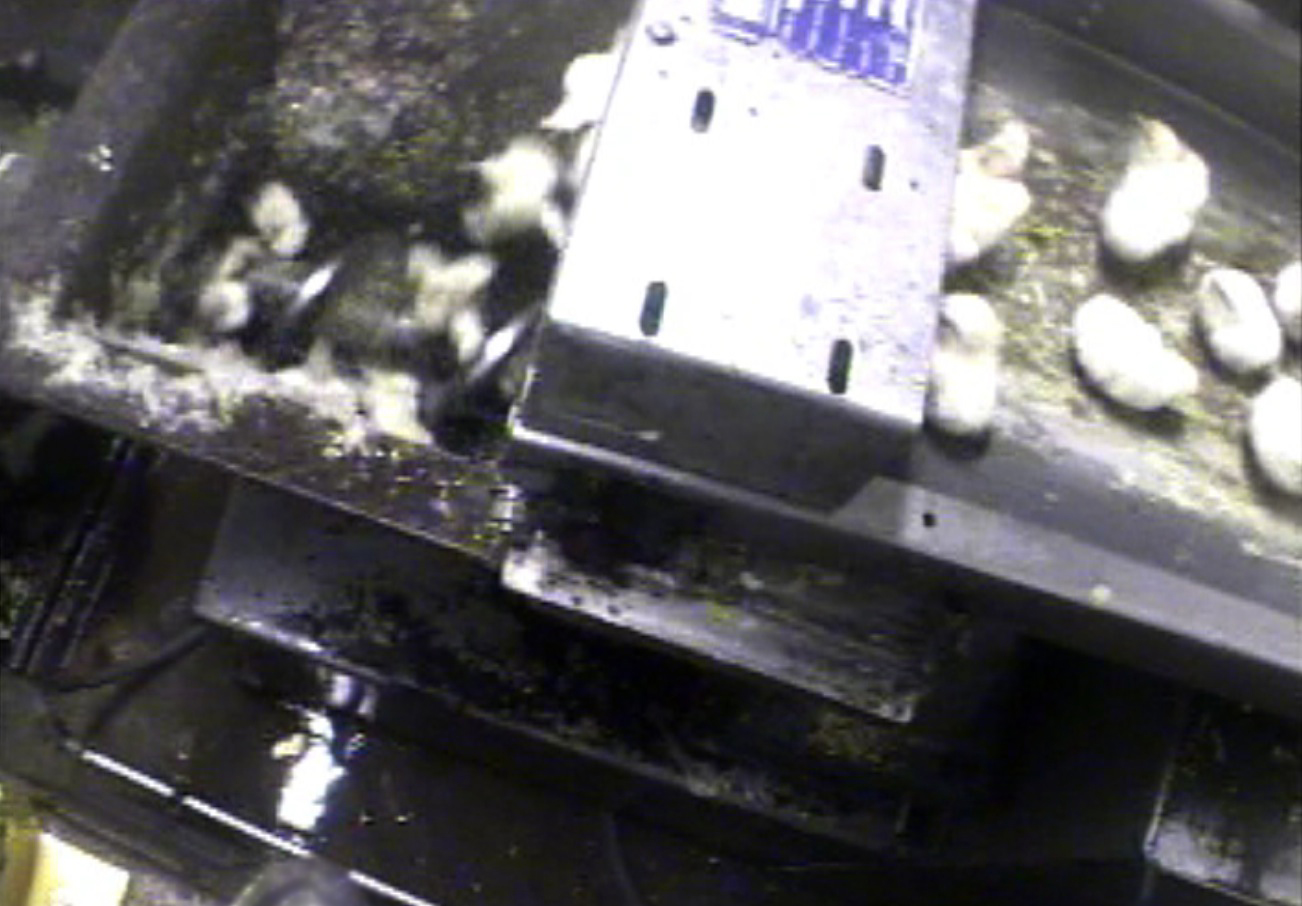
خردشدن جوجه‌ها توسط ماکتور

کشتار گزینشی جوجه‌ها (به انگلیسی: Chick culling) فرایند جداسازی و دفع جنین‌های نر یا جوجه‌های ناخواسته نر است که برای صنعت دامداری فایده‌ای ندارند. در سراسر جهان در حدود ۷ میلیارد جوجه نر در سال کشته می‌شوند. معدوم‌سازی جوجه‌ها در تمام دنیا برای کنترل عرضه و تقاضا بازار انجام می‌شود.
جابه‌جایی مهره گردن، خفگی با گاز دی‌اکسید کربن، چرخ کردن با دستگاه‌های با سرعت بالا، استفاده از  انتقال نیروی برق از بدن پرنده، قرار دادن جوجه‌ها در کیسه‌های پلاستیکی و مرگ آنها در شرایط کمبود اکسیژن برخی از روشهای رایج کشتار گزینشی جوجه‌ها در دنیا است.